# Національний комітет визволення Югославії
Національний комітет визволення Югославії (НКВЮ) (серб. Национални комитет ослобођења Југославије, хорв. Nacionalni komitet oslobođenja Jugoslavije, словен. Narodni komite osvoboditve Jugoslavije, мак. Национален комитет за ослободување на Југославија) — найвищий виконавчий і керівний орган Демократичної Федеративної Югославії під час Другої світової війни.

## Історія
Заснований спеціальним рішенням II сесії АВНВЮ 30 листопада 1943.. Складався з голови, трьох його заступників і необхідної кількості комісарів, та у своїй роботі був підзвітним АВНВЮ, тобто Президії АВНВЮ, яка призначала його членів. 30 листопада 1943 Президія АВНВЮ призначила головою НКВЮ маршала Йосипа Броз Тіто. Осідок НКВЮ знаходився у Дрварі (до кінця травня 1944 р.), на острові Віс (по жовтень 1944 р.) і у Белграді до 7 березня 1945 р. Лише після переїзду до визволеного Белграда НКВЮ розгорнув свою діяльність у повному обсязі.
До березня 1945 року НКВЮ вів переговори з югославським урядом у вигнанні задля досягнення згоди з метою усунення паралелізму чи то пак дублювання двох урядів у країні та за кордоном, а також міжнародного визнання змін у Югославії. 16 червня 1944 на Вісі голова НКВЮ Тіто уклав угоду з прем'єр-міністром королівського югославського уряду Іваном Шубашичем. Белградська угода 1 листопада 1944 р. між маршалом Тіто та Іваном Шубашичем забезпечила державну спадкоємність Югославії з міжнародно-правового погляду та визначила структуру єдиного уряду, сформованого НКВЮ і урядом Королівства Югославія, із завданням призначити вибори до Конституційних (Установчих) зборів. До рішення цих зборів король Петро II передав свою владу Регентській раді.
Кримська конференція великих держав у лютому 1945 р. санкціонувала угоду, прийнявши т. зв. Кримську рекомендацію, що закликала до негайного формування спільного уряду та розширення АВНВЮ за рахунок нескомпрометованих депутатів Народних зборів Королівства Югославія (парламентарів часів монархії) з 1938 року. 5 березня 1945 року в Белграді Шубашич і НКВЮ пішли у відставку, після чого Регентська рада надала Йосипу Тіто мандат на формування нового уряду, який було утворено 7 березня 1945 року під назвою Тимчасовий уряд Демократичної Федеративної Югославії.
Діяльність НКВЮ відбувалася в складних умовах народно-визвольної війни як у різних галузях внутрішнього життя (постачання армії на полях битв і населення, відбудова зруйнованого господарства на звільнених землях, транспорт тощо), так і в широких межах зовнішньополітичної діяльності, пов'язаної з міжнародним визнанням нової Югославії.

## Склад уряду[2]
| Назва | Назва              | Зображення | Портфель                          | Партія                      | Дати                               |
| ----- | ------------------ | ---------- | --------------------------------- | --------------------------- | ---------------------------------- |
|       | Йосип Броз Тіто    |            | Прем'єр-міністр Комісар з оборони | Комуністична партія         | 29 листопада 1943 – 7 березня 1945 |
|       | Едвард Кардель     |            | Віцепрем'єр                       | Комуністична партія         | 29 листопада 1943 – 7 березня 1945 |
|       | Владислав Рибникар |            | Віцепрем'єр Комісар з інформації  | Комуністична партія         | 29 листопада 1943 – 7 березня 1945 |
|       | Божидар Маговаць   |            | Віцепрем'єр                       | Хорватська селянська партія | 29 листопада 1943 – 30 серпня 1944 |
|       | Франьо Гажі        |            | Віцепрем'єр                       | Хорватська селянська партія | 30 серпня 1944 – 7 березня 1945    |

- Комісар із зовнішніх зносин Йосип Смодлака
- Комісар без портфеля і заступник комісара із зовнішніх зносин Владимир Бакарич
- Комісар внутрішніх справ Влада Зечевич
- Комісар з освіти Едвард Коцбек
- Комісар з економіки Іван Милутинович
- Комісар з питань фінансів Душан Сернець
- Комісар транспорту Сретен Жуйович
- Комісар охорони здоров'я Миливоє Ямбришак до 10 грудня 1943 р.
- Комісар охорони здоров'я Златан Сремець з 10 грудня 1943 р.
- Комісар з економічної відбудови Тодор Вуясинович
- Комісар із соціальних питань Антон Кржишник
- Комісар із питань юстиції Фране Фрол
- Комісар із питань харчування Миле Перуничич
- Комісар із питань будівництва Раде Прибичевич
- Комісар лісівництва і гірництва Сулейман Филипович (з 9 грудня 1944 Комісар лісівництва)
- Комісар із сільського господарства Емануель Чучков (із 30 серпня 1944)
- Комісар торгівлі та промисловості Андрія Хебранг (із 31 жовтня 1944, а з 1 лютого 1945 р. просто Комісар промисловості)
- Комісар з торгівлі та постачання Никола Петрович (з 1 лютого 1945 р., коли засновано Комісію торгівлі та постачання)

Оскільки у зв'язку з воєнною обстановкою на засіданні були не всі члени НКВЮ, Президія АВНВЮ призначила:
- Івана Милутиновича заступником комісара з фінансів
- Сретена Жуйовича заступником комісара з будівництва
- Тодора Вуясиновича заступником комісара з продовольства
- Едварда Коцбека заступником комісара з соціальної політики